# Koźminek (województwo lubuskie)
Koźminek (niem. Koschmin) – wieś w Polsce położona w województwie lubuskim, w powiecie świebodzińskim, w gminie Szczaniec.
Wieś duchowna, własność opata cystersów w Paradyżu pod koniec XVI wieku leżała w powiecie kościańskim województwa poznańskiego. W latach 1975–1998 miejscowość administracyjnie należała do województwa zielonogórskiego.

## Zabytki
Do wojewódzkiego rejestru zabytków wpisany jest:
- kościół filialny pod wezwaniem św. Stanisława, drewniany, z 1740 roku, przebudowany w 1926 roku.